# Luca Kellig
Luca Kellig (* 27. Februar 2006) ist ein deutscher Basketballspieler.

## Werdegang
Kellig entstammt der Nachwuchsabteilung der Niners Chemnitz. Er spielte sich ins Sichtfeld der deutschen Jugendnationalmannschaften. Kellig wurde Mitglied der zweiten Chemnitzer Herrenmannschaft in der 1. Regionalliga, Mitte Dezember 2023 wurde er erstmals in der Basketball-Bundesliga eingesetzt.